# Tripp Schwenk
Pour les articles homonymes, voir Schwenk.
Tripp Schwenk, né le 17 juin 1971 à Sarasota, est un nageur américain.

## Palmarès

### Jeux olympiques
- Atlanta 1996
  -  Médaille d'or en 4 × 100 m 4 nages (participation aux séries).
  -  Médaille d'argent en 200 m dos[1].

### Championnats du monde en petit bassin
- Championnats du monde 1993 à Palma de Majorque
  -  Médaille d'or en 100 m dos.
  -  Médaille d'or en 200 m dos.
  -  Médaille d'or en 4 × 100 m 4 nages.

### Jeux panaméricains
- Jeux panaméricains de 1995 à Mar del Plata
  -  Médaille d'argent en 100 m dos.